# Christian Gonzalez
Christian Gonzalez (geboren am 28. Juni 2002 in Carrollton, Texas) ist ein US-amerikanischer American-Football-Spieler auf der Position des Cornerbacks. Er spielte College Football für die Colorado Buffaloes und die Oregon Ducks. Im NFL Draft 2023 wurde Gonzalez in der ersten Runde von den New England Patriots ausgewählt.

## Frühe Jahre und College
Gonzalez wurde in Carrollton, Texas geboren und besuchte die The Colony High School in The Colony. Dort spielte er Football auf verschiedensten Positionen: als Quarterback, als Wide Receiver, als Defensive Back und als Punter.
Ab 2020 ging Gonzalez auf die University of Colorado Boulder, um College Football für die Colorado Buffaloes zu spielen. In der aufgrund der COVID-19-Pandemie verkürzten Saison bestritt er bereits als Freshman alle sechs Partien von Beginn an. In der Saison 2021 verzeichnete Gonzalez in 12 Partien 53 Tackles, davon 5,5 für Raumverlust, sowie fünf abgewehrte Pässe.
Zur Saison 2022 wechselte Gonzalez zu den Oregon Ducks an die University of Oregon, nachdem der Cornerback-Trainer der Buffaloes zu Oregon gewechselt war. In 12 Spielen als Stammspieler bei den Ducks erzielte Gonzalez vier Interceptions – in dieser Saison Höchstwert in seinem Team – sowie 50 Tackles und konnte insgesamt elf Pässe verhindern. Er wurde in das All-Star-Team der Pacific-12 Conference gewählt. Gonzalez verzichtete auf das Bowl Game zum Abschluss der Saison 2022 und gab seine Anmeldung für den NFL Draft 2023 bekannt.

## NFL
Im NFL Draft 2023 wurde Gonzalez an 17. Stelle von den New England Patriots ausgewählt. Er war bei den Patriots von Beginn an Stammspieler und verzeichnete in seinen ersten drei Spielen eine Interception, einen Sack sowie drei abgewehrte Pässe. Für seine Leistungen wurde Gonzalez als Defensive Rookie of the Month im Monat September ausgezeichnet. Allerdings endete seine Saison bereits am vierten Spieltag vorzeitig, als er sich am vierten Spieltag gegen die Dallas Cowboys eine schwere Schulterverletzung zuzog und daher für den Rest der Saison ausfiel. In seiner zweiten NFL-Saison verzeichnete Gonzalez zwei Interceptions, erzielte einen Fumble-Return-Touchdown und zählte mit nur 46 zugelassenen Pässen für 499 Yards und zwei Touchdowns, wenn er zuständiger Verteidiger war, zu den besten Cornerbacks der Saison. Er wurde zum second-team All-Pro gewählt.

## NFL-Statistiken
| Saison                             | Saison | Spiele | Spiele      | Tackles | Tackles | Tackles | Tackles | Interceptions | Interceptions | Interceptions | Interceptions | Interceptions | Fumbles | Fumbles | Fumbles |
| Jahr                               | Team   | Spiele | als Starter | Gesamt  | Solo    | Ast     | Sacks   | PD            | INT           | Yds           | Lng           | TD            | FF      | FR      | TD      |
| ---------------------------------- | ------ | ------ | ----------- | ------- | ------- | ------- | ------- | ------------- | ------------- | ------------- | ------------- | ------------- | ------- | ------- | ------- |
| 2023                               | NE     | 4      | 4           | 17      | 14      | 3       | 1,0     | 3             | 1             | 0             | 0             | 0             | 0       | 0       | 0       |
| 2024                               | NE     | 16     | 16          | 59      | 50      | 9       | 0,0     | 11            | 2             | 2             | 2             | 0             | 0       | 1       | 1       |
| Gesamt                             | Gesamt | 20     | 20          | 76      | 64      | 12      | 1,0     | 14            | 3             | 2             | 2             | 0             | 0       | 1       | 1       |
| Quelle: pro-football-reference.com |        |        |             |         |         |         |         |               |               |               |               |               |         |         |         |

## Persönliches
Seine Schwester Melissa González ist in der Leichtathletik als Hürdenläuferin aktiv und mit dem ehemaligen Footballspieler David Blough verheiratet. Gonzalez’ Vater spielte College Basketball für die UTEP Miners und war später als semiprofessioneller Spieler in Kolumbien aktiv.